# Домошу (Клуж)
Домошу (рум. Domoșu) насеље је у Румунији у округу Клуж у општини Санкрају. Oпштина се налази на надморској висини од 575 m.

## Становништво
Према подацима из 2002. године у насељу је живело 206 становника.

### Попис2002.
| Расподела становништва по националности 2002.‍ | Расподела становништва по националности 2002.‍ | Расподела становништва по националности 2002.‍ | Расподела становништва по националности 2002.‍ | Расподела становништва по националности 2002.‍ |
| --------------------------------------------- | --------------------------------------------- | --------------------------------------------- | --------------------------------------------- | --------------------------------------------- |
|                                               |                                               |                                               |                                               |                                               |
| Румуни                                        | Румуни                                        |                                               | 33                                            | 16,0%                                         |
| Мађари                                        | Мађари                                        |                                               | 173                                           | 84,0%                                         |